# Iain Coleman
Iain Coleman, född 18 januari 1958, är en brittisk politiker som var parlamentsledamot för Labour 1997-2005. Han representerade valkretsen Hammersmith and Fulham i London, där han tidigare varit lokalpolitiker.